# Aiham Ousou
Aiham Ousou, né le 9 janvier 2000 à Mölndal en Suède, est un footballeur international syrien qui joue au poste de défenseur central au Charleroi SC.

## Biographie

### En club
Né à Mölndal en Suède et d'origine syriennes, Aiham Ousou est formé par le Angered MBIK avant de rejoindre le Västra Frölunda IF. En 2018 il signe au BK Häcken. Le 12 août 2020 il est prêté à l'AFC Eskilstuna. Il découvre avec ce club la Superettan, la deuxième division suédoise, jouant son premier match le 23 août 2020, face au Trelleborgs FF. Il entre en jeu à la place de Jesper Manns (en) et les deux équipes se neutralisent (1-1).
Le 29 janvier 2021, Ousou est prêté au GAIS.
Le 21 juillet 2021, Aiham Ousou rejoint le Slavia Prague. Il signe un contrat courant jusqu'en juin 2026. Ousou fait sa première apparition pour le Sparta le 29 août 2021, lors d'une rencontre de championnat face au MFK Karviná. Il est titularisé au poste d'arrière droit et les deux équipes se séparent sur un match nul de trois partout. Il inscrit son premier but le 28 novembre 2021 contre le FK Teplice, en championnat, et contribue ainsi à la victoire de son équipe (3-1),.
Le 1er septembre 2023, Aiham Ousou est prêté jusqu'à la fin de l'année au BK Häcken. Il fait ainsi son retour dans un club où il n'avait pas eu sa chance en équipe première.  Cette fois, il devient un titulaire indiscutable et participe à 13 matches toutes compétitions confondues. 
De retour au Slavia Prague à la fin de son prêt, le club tchèque le prête de nouveau pour 6 mois, le 1er février 2024, à Cádiz, club espagnol évoluant en La Liga.
Le 31 juillet 2024, il est de nouveau prêté, avec option d'achat, au Sporting de Charleroi en D1 belge pour la saison 2024-2025.
Le 2 janvier 2025, Aiham Ousou est définitivement transféré au club carolo, son option d'achat étant levée automatiquement à la suite d'un certain nombre de matches joués par le joueur.  
Le défenseur est donc lié aux "Zèbres" jusqu'en juin 2028, avec option pour une année supplémentaire.

### En sélection
Aiham Ousou joue son premier match avec l'équipe de Suède espoirs le 3 juin 2021 contre la Finlande. Il est titularisé et son équipe s'impose par deux buts à zéro.
En juin 2022, Ousou est convoqué pour la première fois avec l'équipe nationale de Suède par le sélectionneur Janne Andersson. Il est choisi notamment pour compenser le forfait sur blessure de Joakim Nilsson,. Ousou honore finalement sa première sélection avec la Suède le 19 novembre 2022, à l'occasion d'un match amical contre l'Algérie. Il entre en jeu après la mi-temps à la place de Victor Lindelöf et son équipe s'impose par deux buts à zéro,.